# Хунань Біллоуз
Футбольний клуб «Хунань Біллоуз» (спрощ.: 湖南湘涛足球俱乐部; піньїнь: Húnán Xiāngtāo Zúqiú Jùlèbù) — професійний китайський футбольний клуб із міста Чанша в провінції Хунань, який грає в другій лізі Китаю, третьому дивізіоні китайського футболу. Хоча клуб базується в місті Чанша, свої домашні матчі клуб проводить у спортивному центрі Лоуді. Мажоритарними акціонерами клубу є Спортивне бюро провінції Хунань і високотехнологічна індустріальна компанія «Hunan Corun New Energy Co. Ltd.». Клуб був заснований 26 грудня 2006 року, і виграв другу лігу Китаю 2009 року, підвищившись до Першої ліги Китаю, але вибув до другої ліги після сезону 2016 року.

## Історія

### Формування
Щоб зберегти представництво провінції Хунань у системі китайської футбольної ліги після розпуску клубу «Хунань Шокінг», Бюро спорту провінції Хунань вирішило, що найкраще буде створити нову команду для регіону. 26 грудня 2006 року була сформована нова команда для участі в сезоні 2007 року під назвою «Хунань Біллоуз», президентом клубу став Сюн Ні, а головним тренером Лі Кецзя. Команда грала на Народному стадіоні провінції Хунань на 6 тисяч місць. «Хунань Біллоуз» зіграла свою першу гру в лізі проти клубу «Сичуань», та програла з рахунком 0-1. Протягом сезону результати клубу покращилися, і команда посіла третє місце в південному дивізіоні другої ліги, та вийшла в плей-оф, але вибула в другому раунді. Завдяки подальшим інвестиціям у розмірі 6 мільйонів юанів від місцевого державного спортивного органу Хунань, за результатами наступного сезону клуб знову вийшов у плей-оф, але знову вибув у другому раунді. У сезоні 2009 року завдяки постійним інвестиціям місцевого урядового спортивного органу Хунані та керівництва компанії «Men Wenfeng», клуб виграв другу лігу, обігравши у фіналі плей-оф команду «Хубей Луїнь». У другому за рівнем дивізіоні команда повернулась на стадіон «Хелон», а на початку сезону 2010 року новим головним тренером клубу став Чжао Фаці. Сезон почався для клубу успішно, і команда виглядали справжнім претендентом на підвищення. Конфлікти між уболівальниками «Хунань Біллоуз» і «Хубей Грінері» під час гри 14 травня, на перший погляд, зірвали просування клубу в турнірній таблиці. «Хунань Біллоуз» завершила сезон на шостому місці. У наступному сезоні команда переїхала на стадіон Центрального південного університету на 20 тисяч місць, та запросили Милоша Хрстича на посаду головного тренера клубу. Під керівництвом Хрстича наприкінці чемпіонату 2011 року турнірне становище команди трохи покращилось, і вона посіла четверте місце в лізі. Після закінчення сезону головний тренер залишив клуб, і його замінив помічник Чжан Сю. Готуючись до сезону 2012 року, клуб залучив кількох відомих гравців, зокрема гравців збірної Гондурасу Еміля Мартінеса та Еріка Норалеса, та гравця збірної Китаю Дун Фанчжуо з думкою виграти підвищення в класі. Ці кадрові зміни не призвели до просування по щаблях турнірної таблиці, але дозволили залучити більше інвестицій у клуб, зокрема від компаній «Hunan Liuyang River Wine Winery Industry Co., Ltd.», Z"oomlion Company Limited", «Central South Publishing & Media Group Co., Ltd.», «Kelme», і повернення як спонсора «Hunan Corun New Energy co.». У середині 2010-х років гра команди погіршилася, і в 2016 році «Хунань Біллоуз» вибув до другої ліги Китаю.

## Стадіони
За свою історію команда грала на кількох стадіонах. Відразу після створення команда в найважливіших матчах грала на стадіоні «Хелон» на 55 тисяч місць у Чанші. Значно менший Народний стадіон провінції Хунань на 6 тисяч місць, який також розташований у Чанші, використовувався для менш важливих матчів клубу. Через фінансові труднощі клубу вартість оренди стадіону «Хелон» змусила команду переїхати на Народний стадіон провінції Хунань. Команда грала на цьому стадіоні відразу після створення клубу, коли команда грала в третьому дивізіоні. Коли команда вийшла до другого за рівнем дивізіону, то протягом короткого періоду до 2011 року «Хунань Біллоуз» грала на стадіоні «Хелон», після чого команда переважно грала на стадіоні Центрального південного університету в Чанші на 20 тисяч місць.